# 鄭克鈞
郑克钧（?—?），唐朝官員，出自荥阳郑氏北祖第三房，北魏濮阳太守郑敬叔九世孙，开元集贤学士鄭欽說的儿子。
郑克钧担任刑部都官郎中。吐蕃围攻灵州（今宁夏灵武市），军饷匮乏要枯竭，唐德宗任命郑克钧为灵州、夏州二州运粮使，转运粮米抵达塞下，守城的将士得以充饥，灵州于是安定。